# Awadsch (Verwaltungsbezirk)
Awadsch (persisch شهرستان آوج) ist ein Schahrestan in der Provinz Qazvin im Iran. Er enthält die Stadt Awadsch, welche die Hauptstadt des Verwaltungsbezirks ist. 

## Demografie
Bei der Volkszählung 2016 betrug die Einwohnerzahl des Schahrestan 43.798. Die Alphabetisierung lag bei 78 Prozent der Bevölkerung. Knapp 26 Prozent der Bevölkerung lebten in urbanen Regionen.
| Zensusjahr | Einwohnerzahl |
| ---------- | ------------- |
| 2011       | 43.547        |
| 2016       | 43.798        |